# منتایکو

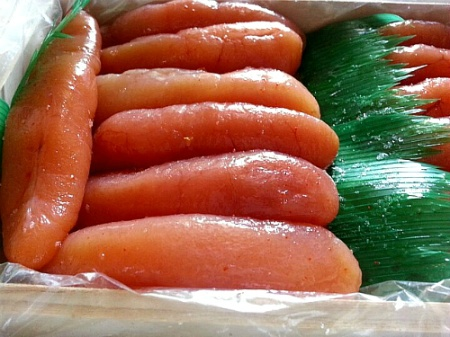

منتایکو (به ژاپنی: 明太子) اشپل زغال‌ماهی آلاسکا است که در ژاپن،  کره و روسیه به عنوان یک ماده غذایی محبوب است.

## نگارخانه

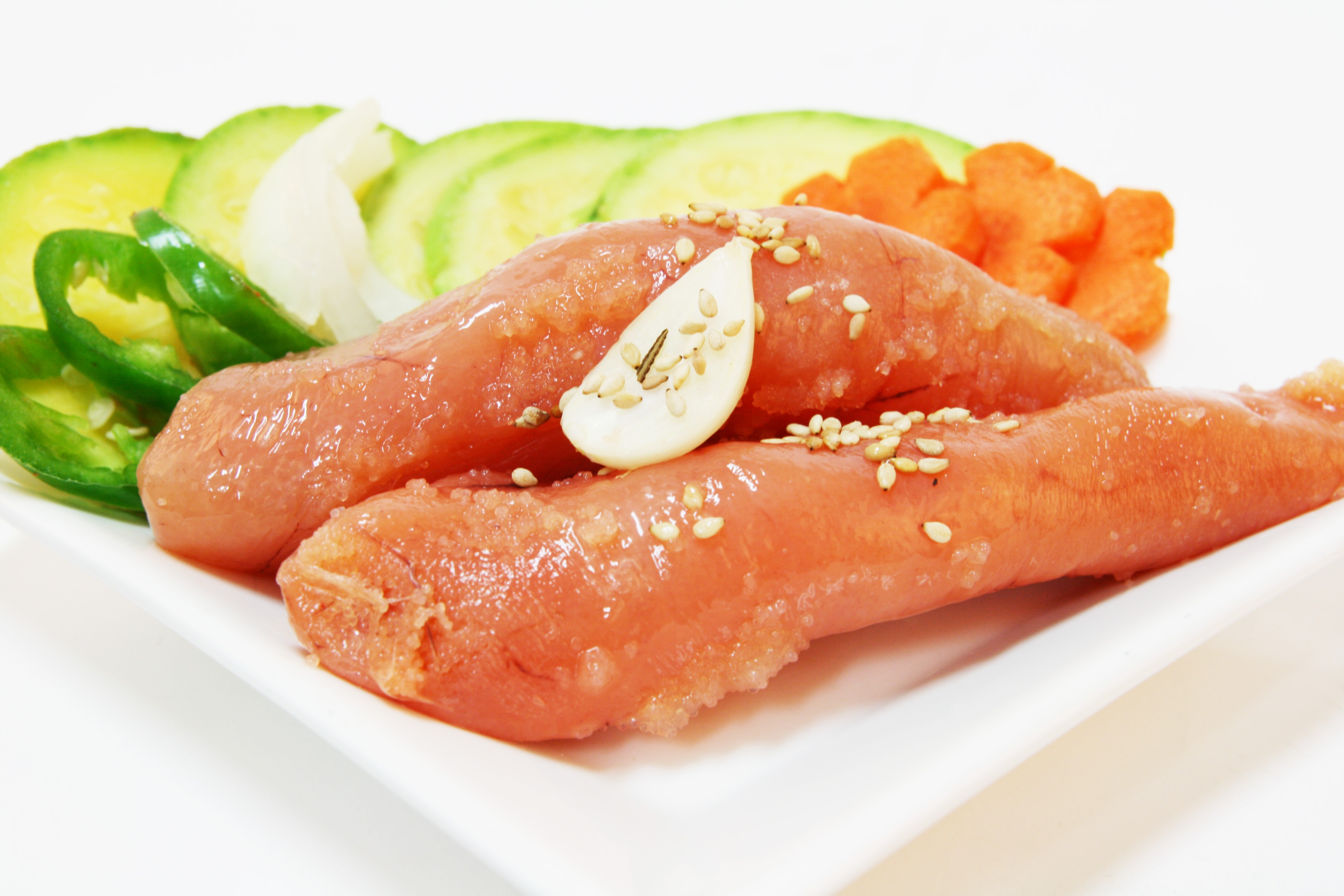
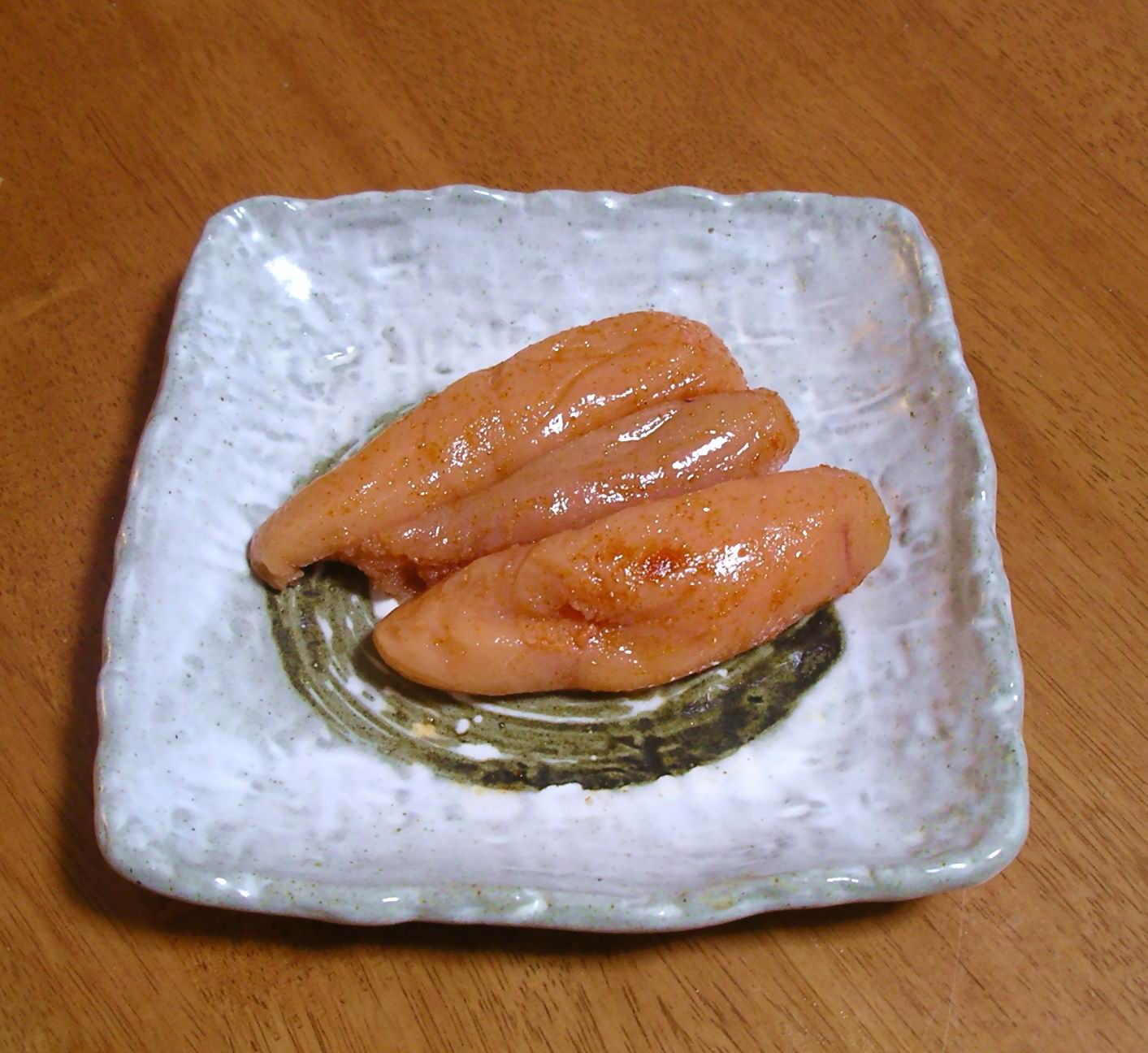
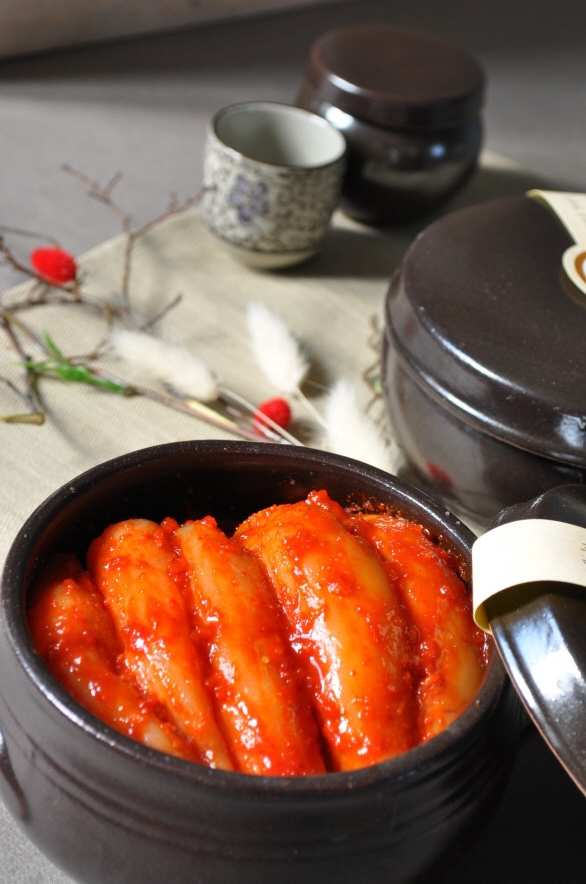
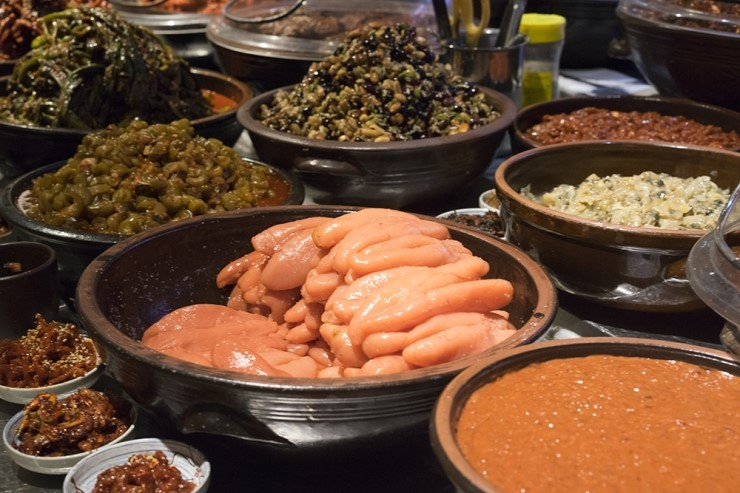
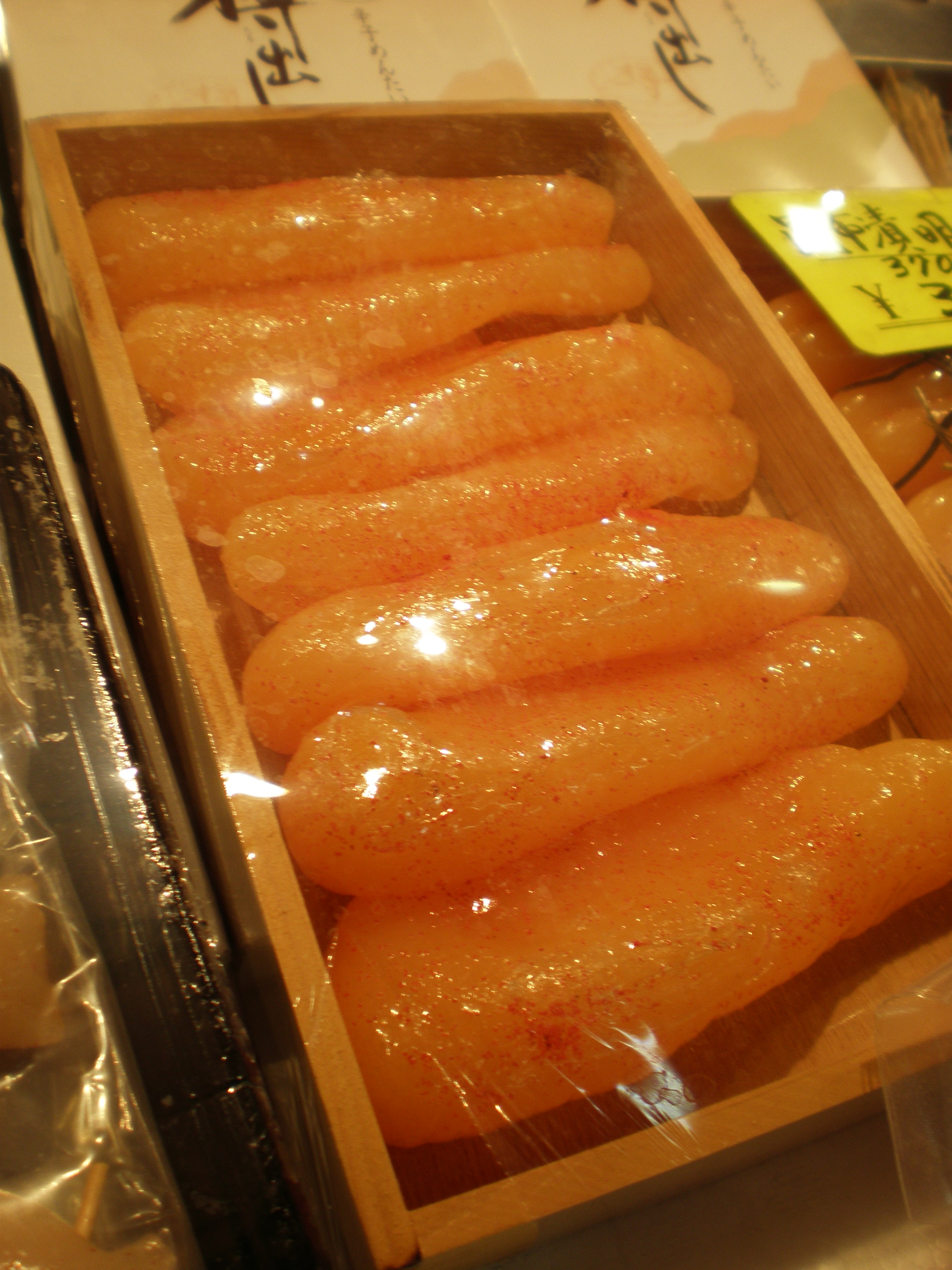
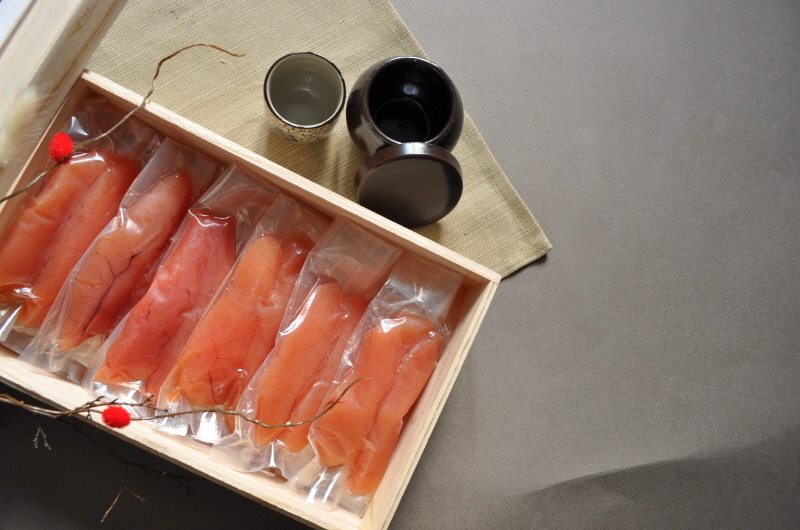
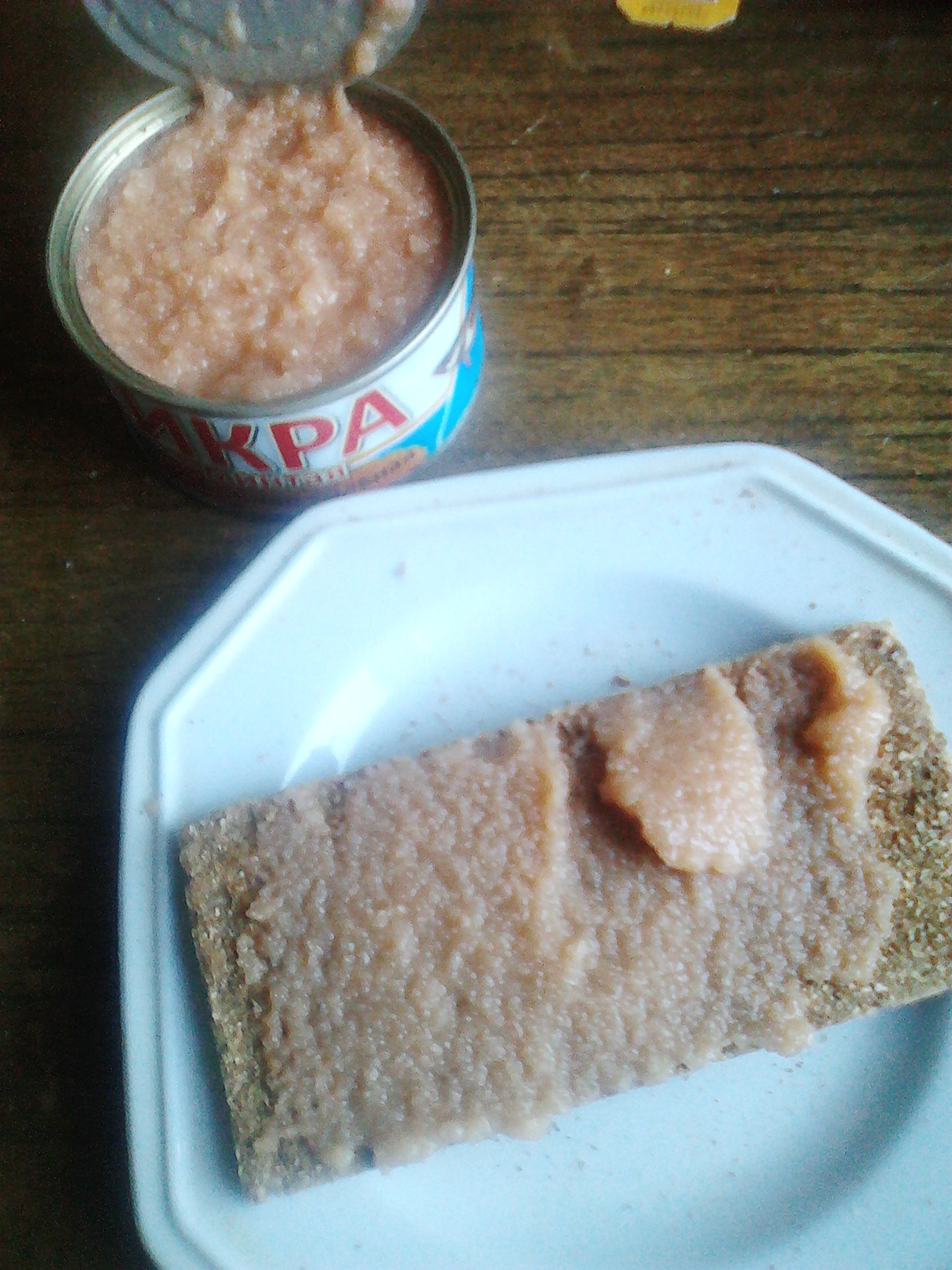
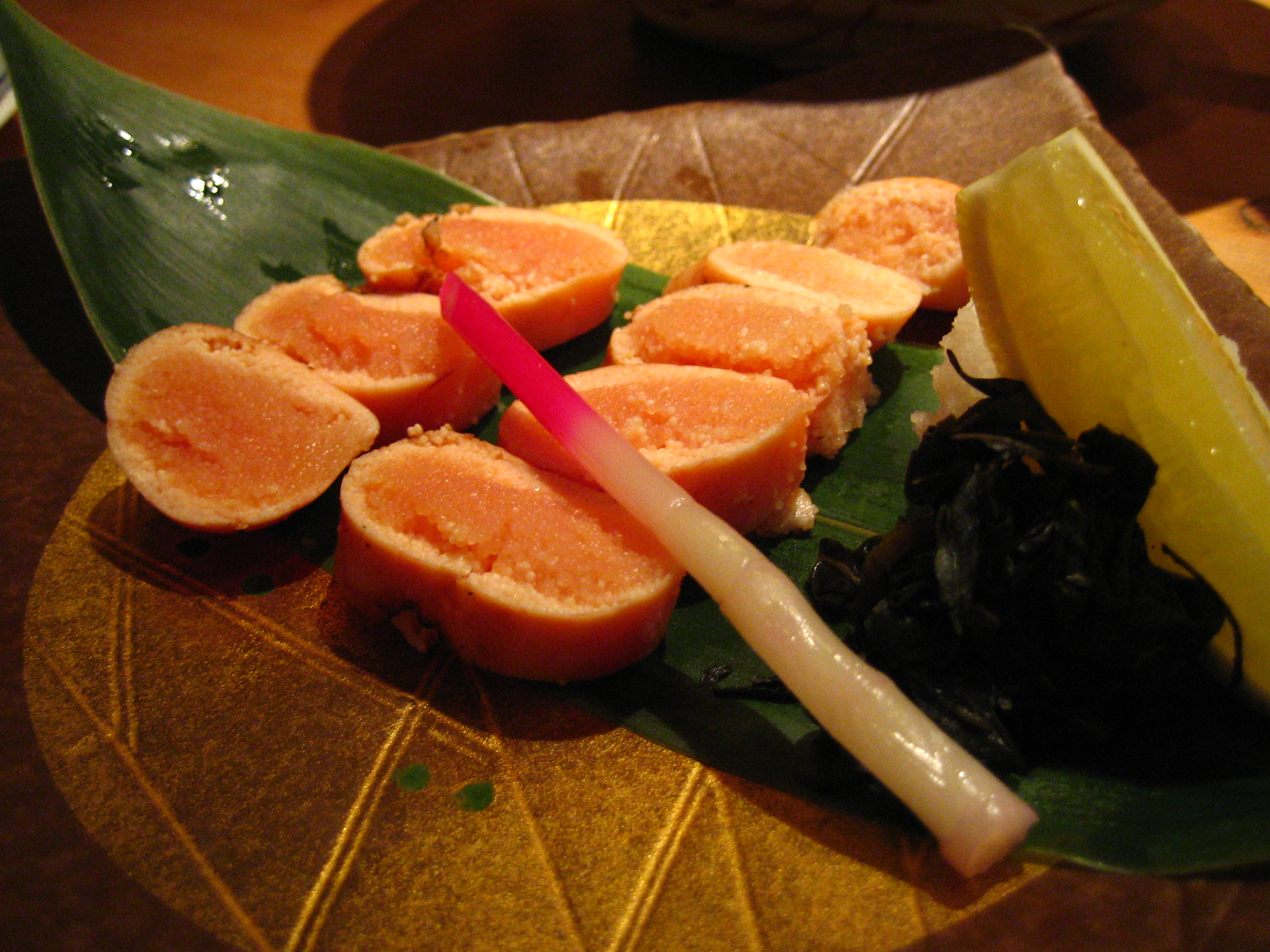
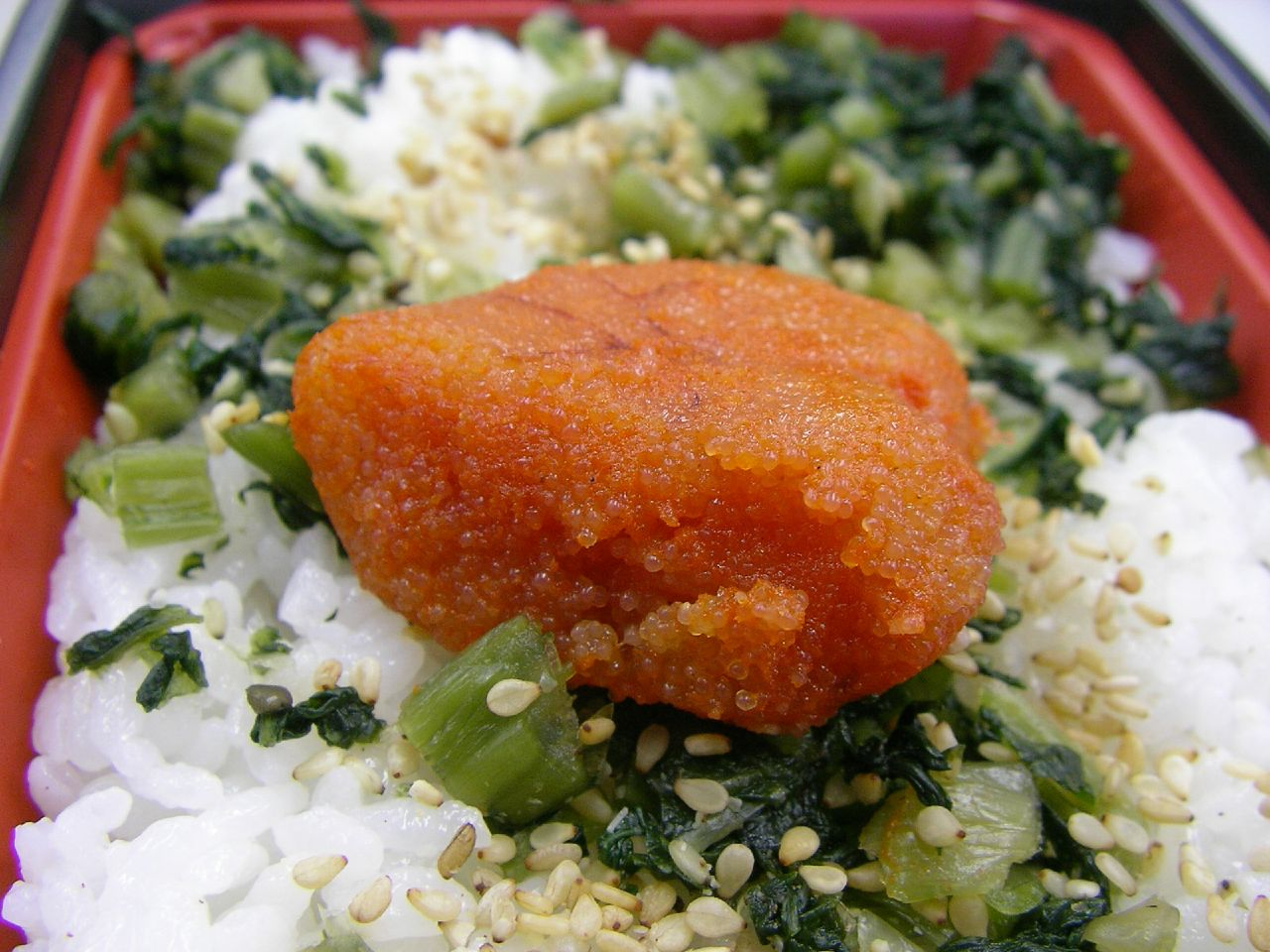
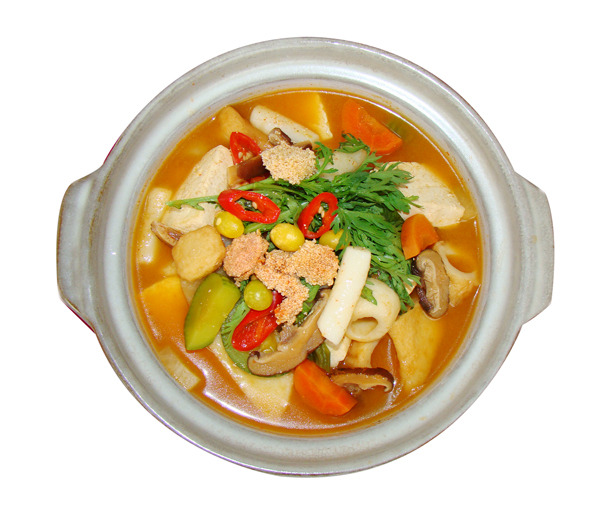
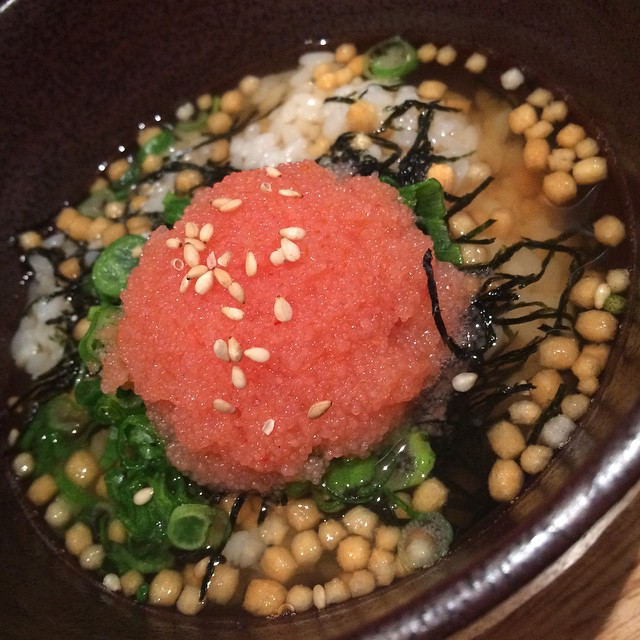
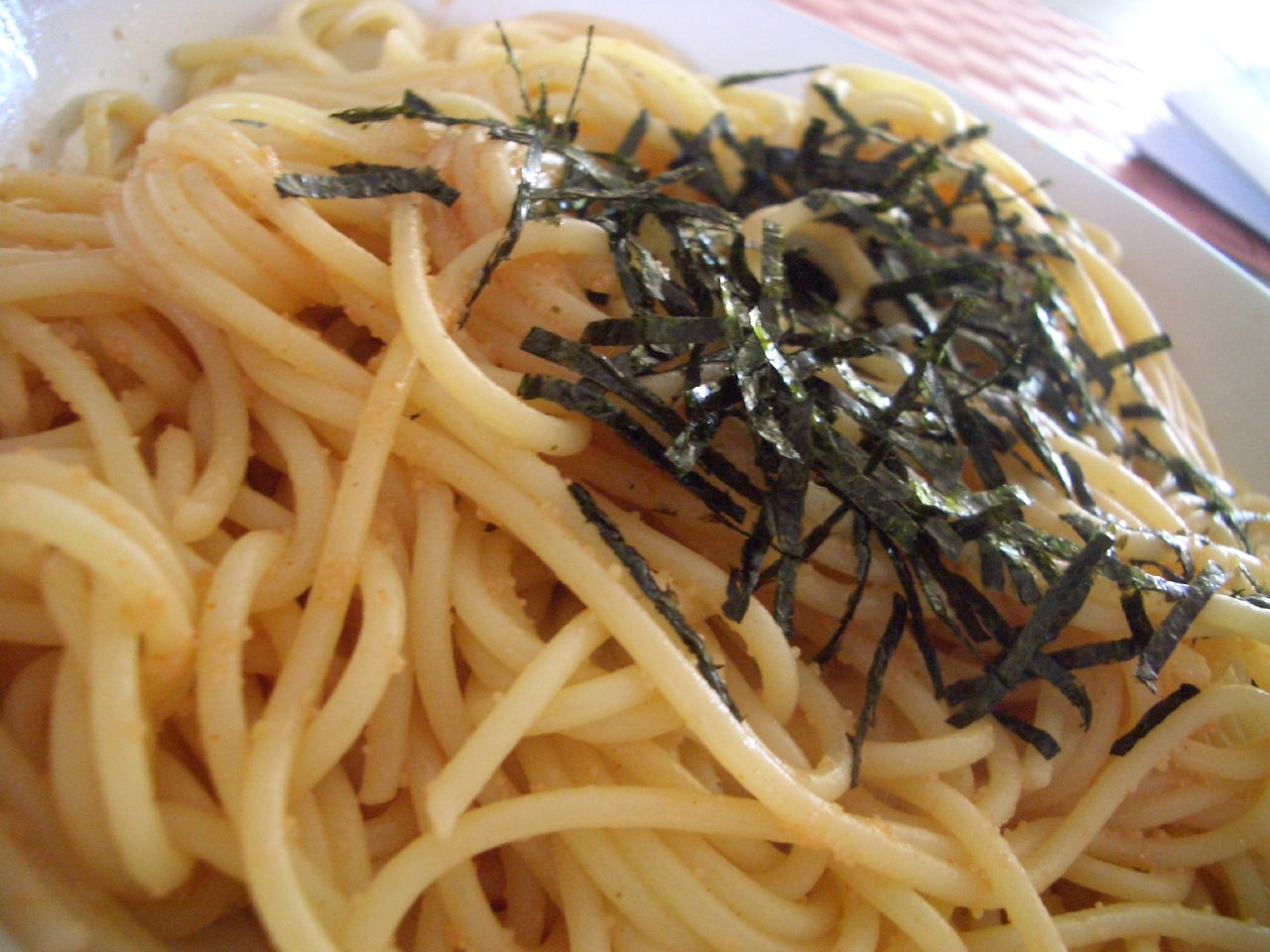
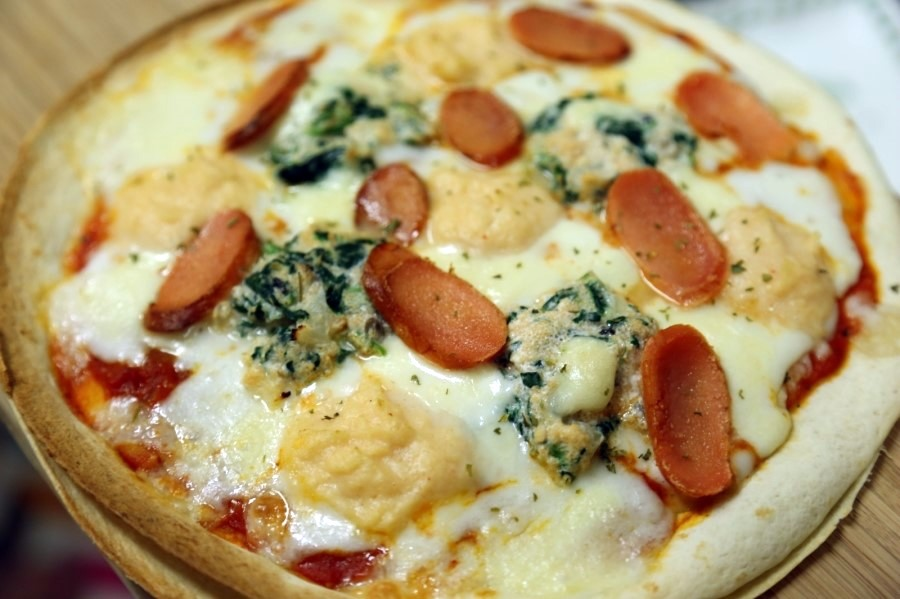